# Giuseppe Galluzzi
Giuseppe Galluzzi (Florencia, Provincia de Florencia, Italia, 10 de noviembre de 1903 - Florencia, Provincia de Florencia, Italia, 6 de diciembre de 1973) fue un futbolista y director técnico italiano. Se desempeñaba en la posición de centrocampista.

## Clubes

### Como futbolista
| Club                | País   | Año         |
| ------------------- | ------ | ----------- |
| A. C. Prato         | Italia | 1920 - 1921 |
| Sportivo Firenze    | Italia | 1921 - 1925 |
| U. S. Alba          | Italia | 1926 - 1927 |
| Juventus F. C.      | Italia | 1927 - 1929 |
| A. C. F. Fiorentina | Italia | 1929 - 1933 |
| A. S. Lucchese      | Italia | 1933 - 1935 |
| A. C. Pisa          | Italia | 1935 - 1936 |

### Como entrenador
| Club                | País   | Año         |
| ------------------- | ------ | ----------- |
| A. C. F. Fiorentina | Italia | 1939 - 1935 |
| U. C. Sampdoria     | Italia | 1946 - 1947 |
| A. C. Legnano       | Italia | 1947 - 1949 |
| A. S. Livorno       | Italia | 1949 - 1950 |
| U. C. Sampdoria     | Italia | 1950 - 1951 |
| Bologna F. C.       | Italia | 1951 - 1952 |
| Brescia Calcio      | Italia | 1952 - 1953 |
| A. C. Legnano       | Italia | 1953 - 1954 |

## Palmarés

### Como futbolista

#### Campeonatos nacionales
| Título  | Club                | País   | Año     |
| ------- | ------------------- | ------ | ------- |
| Serie B | A. C. F. Fiorentina | Italia | 1930-31 |

### Como entrenador

#### Campeonatos nacionales
| Título      | Club                | País   | Año     |
| ----------- | ------------------- | ------ | ------- |
| Copa Italia | A. C. F. Fiorentina | Italia | 1939-40 |